# What Kind of Man
What Kind of Man is een nummer van de Britse indierockband Florence and the Machine uit 2015. Het is de eerste single van hun derde studioalbum How Big, How Blue, How Beautiful.
"What Kind of Man" gaat over een besluiteloze man die de ik-figuur onrecht heeft aangedaan. Het nummer bouwt langzaam op en breekt uit in een zware beat met tamboerijn en basdrum, en wordt dan een gestructureerde popsong met zware koperarrangementen. De plaat werd in diverse landen een kleine hit, en bereikte bijvoorbeeld een bescheiden 37e positie in het Verenigd Koninkrijk. In Nederland werden geen hitlijsten gehaald, terwijl het nummer in de Vlaamse Ultratop 50 de 50e positie bereikte.

## Tracklijst
- Digital download – Nicolas Jaar Remix

1. "What Kind of Man" (Nicolas Jaar Remix) – 12:21

- Limited-edition 12-inch single (Record Store Day exclusive)

A. "What Kind of Man"
B. "As Far as I Could Get"